# Cirus
Cirusi (ci) so visoki, tanki oblaki, sestoječi iz ledenih kristalčkov. Ime cirrus izhaja iz latinščine in pomeni »pramen las«.

## Opis cirusnega oblaka
So vlaknatega videza ali svilnatega sijaja v obliki belih nežnih vlaken, velikih kosmov ali ozkih trakov. Cirusni oblaki ne povzročajo sence na zemlji. Včasih so ti oblaki tako obsežni, da se jih ne da med seboj ločiti in tvorijo koprene ali plasti imenovane »cirostratusi«. Včasih povzroči konvekcija na večjih višinah drugo obliko oblakov imenovano »cirokumulusi«. 
Sestavljeni so iz ledenih kristalov. Pojavljajo se v višinah nad 6 km. Opazovanje teh oblakov je zanimivo in daje informacije o gibanju zraka v višjih zračnih plasteh. Nakazuje dviganje vlažnega zraka. Ta v višinah kondenzira oziroma sublimira v ledene kristale. Temperatura cirusnih oblakov je pod -40º.
Ti oblaki so često znanilci poslabšanja vremena, vendar pa ne napovedujejo poslabšanja vedno, kadar jih opazimo na nebu. Pojavljajo se namreč tudi pri procesih, ki so omejeni le na višje plasti ozračja in se v nekaterih primerih ne prenesejo v spodnje plasti ozračja – zato ne sledi poslabšanje vremena. Pojavijo se na prednji strani tople fronte. Čim hitreje se premikajo zračne mase, toliko bolj so oblaki razcefrani.
Četudi je nebo popolnoma prekrito z njimi, vidimo skoznje Sonce in imamo sončno vreme.

## Galerija
- Cirus Fibratus
- Cirus uncinus
- Vlaknasti cirusni oblaki na sredini fotografije
- Cirusni oblaki
- Cirusni oblaki
- Cirusni oblaki
- Cirrus stratiformis